# Nicolas Claxton
Nicolas Devir Claxton (ur. 17 kwietnia 1999 w Greenville) – amerykański koszykarz, posiadający także obywatelstwo Amerykańskich Wysp Dziewiczych, reprezentant tego kraju, występujący na pozycji silnego skrzydłowego, aktualnie zawodnik Brooklyn Nets.

## Osiągnięcia
Stan na 24 sierpnia 2019, na podstawie, o ile nie zaznaczono inaczej.
NCAA
- Zaliczony do:
  - II składu SEC (2019)
  - SEC Academic Honor Roll (2018, 2019)
- Zawodnik tygodnia SEC (31.12.2018)

Reprezentacja
- Wicemistrz Centrobasketu U–17 (2015)
- Uczestnik:
  - kwalifikacji amerykańskich do mistrzostw świata (2017 – 12. miejsce)
  - mistrzostw Ameryki U–18 (2016 – 7. miejsce)
  - Centrobasketu U–15 (2014 – 5. miejsce)